# Cyprosulfamide
Le cyprosulfamide est un composé organique de formule C18H18N2O5S1. C'est un phytoprotecteur (safeneur) utilisé dans certains produits phytosanitaires surtout en combinaison avec l'herbicide isoxaflutole. Les préparations commerciales dérivées sont utilisées pour le désherbage des cultures de maïs.